# A-POP
A-POP（エーポップ）は、アキバ（秋葉原）のA、アニメのAをとって提唱された音楽カテゴリー。いわゆるアニメソングのこと。

## 概要
J-POPと同様にジャンルとしての定義は曖昧である。
アニメソング、ゲームソング、萌えソング、アニメソング歌手や声優のボーカル曲などを含め、タイアップの有無に関わらずカテゴリーは広範囲に及び、ジャンルというよりマーケットの旗印的な意味合いの方が濃い。 
「A-POP」という言葉自体は、2005年からのアキバブームに乗って自然発生しており、2000年の時点でボイスアニメージュ「椎名へきるとA-POPのヒロインたち」というタイトルで既に使用され始めている。
A-POPの「A」はアニメ系の意味合いで用いられることが多かったが、秋葉原でよく聞かれている音楽としてアニソンに限らずアイドルやボーカロイドの曲なども含まれるようになってきている。
テレビアニメ『すもももももも』のオープニングテーマを歌うMOSAIC.WAVの「最強○×計画」、エンディングテーマを歌うHoney Beeの「NO ROCK NO LIFE」、織姫よぞら（現：オリヒメヨゾラ）の「妄想ブレイク」などでもA-POPを前面に打ち出している。アニメロサマーライブ2007in武道館の記者発表でもA-POPが前面に打ち出されている。